# Чанос
Ча̀нос (на гръцки: Νέα Πέτρα, Неа Петра, до 1927 Τσιάνος, Цянос) е село в Република Гърция, дем Зиляхово, област Централна Македония.

## География
Селото е в историко-географската област Зъхна, в източната част Сярското поле, в южното подножие на планината Сминица (Меникио). От демовия център Зиляхово (Неа Зихни) е отдалечено на около 6 километра в западна посока.

## История

### В Османската империя
Към 1900 година според статистиката на Васил Кънчов („Македония. Етнография и статистика“), населението на Танос брои 66 цигани.

### В Гърция
След Междусъюзническата война в 1913 година селото попада в Гърция. В него са настанени гърци бежанци. Според преброяването от 1928 година паланката е с изцяло бежанско население със 73 бежански семейства с 289 души. В 1926 година селото е прекръстено на Неа Петра, но в регистрите промяната влиза официално в следващата 1927.
| Име      | Име      | Ново име  | Ново име     | Описание              |
| -------- | -------- | --------- | ------------ | --------------------- |
| Йилина   | Γιλγίνια | Анеморема | Άνεμοδαρμένα | местност Ю от Чанос   |
| Гирения  | Γκιρένια | Краниес   | Κρανιές      | местност Ю от Чанос   |
| Сетлерия | Σετλέρια | Полимерон | Πολύμερον    | местност ЮЮИ от Чанос |